# Amphoe Doi Luang
Amphoe Doi Luang (Thai: ดอยหลวง) is een amphoe in de changwat Chiang Rai.

## Geschiedenis
Tot 15 juli 1996 maakte Amphoe Doi Luang deel uit van Amphoe Mae Chan, vanaf die datum werd het een King Amphoe. Na het besluit van 15 mei 2007 om van alle King Amphoes reguliere amphoes te maken werd de amphoe op 24 augustus een reguliere amphoe.

## Demografie
Amphoe Doi Luang telde in 2009 19.344 inwoners, waarvan 9.810 mannen en 9.534 vrouwen.

## Administratieve indeling
Amphoe Doi Luang is verdeeld in drie tambons, die weer verder zijn verdeeld in 31 mubans.
| No. | Naam       | Thais    | mubans | Inwoners |  |
| 1.  | Pong Noi   | ปงน้อย    | 10     | 5.928    |  |
| 2.  | Chok Chai  | โชคชัย    | 11     | 8.793    |  |
| 3.  | Nong Pa Ko | หนองป่าก่อ | 10     | 4.635    |  |

| Aangrenzende districten | Aangrenzende districten | Aangrenzende districten | Aangrenzende districten | Aangrenzende districten |
| ----------------------- | ----------------------- | ----------------------- | ----------------------- | ----------------------- |
|                         |                         | Chiang Saen             |                         |                         |
|                         |                         |                         |                         |                         |
| Mae Chan                |                         |                         |                         |                         |
|                         |                         |                         |                         |                         |
| Mueang Chiang Rai       |                         | Wiang Chiang Rung       |                         | Chiang Khong            |